# اگلیخ
اگلیخ (به لاتین: Aglykh) یک منطقهٔ مسکونی در جمهوری آذربایجان است که در شهرستان اغوز واقع شده‌است.